# Daniel Sanches
Daniel Viegas Sanches (ur. 25 lipca 1949 w Coimbrze) – portugalski prawnik i urzędnik państwowy, w latach 2004–2005 minister administracji i spraw wewnętrznych.

## Życiorys
W 1972 ukończył studia prawnicze na Uniwersytecie w Coimbrze. Od następnego roku związany z organami ścigania, w latach 80. uzyskał rangę zastępcy prokuratora generalnego. Od 1979 był prokuratorem w Évorze. W latach 1984–1988 pełnił funkcję zastępcy dyrektora Polícia Judiciária, portugalskiej policji kryminalnej. Następnie do 1994 kierował Serviço de Estrangeiros e Fronteiras, urzędem do spraw cudzoziemców i granic. Od 1994 do 1997 stał na czele służby wywiadowczej Serviço de Informações de Segurança. Od 1997 był prokuratorem okręgowym w dystrykcie sądowym w Évorze, a od 1999 dyrektorem departamentu śledczego i postępowania karnego DCIAP w ramach portugalskiej prokuratury.
W 2001 przeszedł do pracy w bankowości, był dyrektorem Banco Português de Negócios. Od lipca 2004 do marca 2005 sprawował urząd ministra administracji i spraw wewnętrznych w rządzie Pedra Santany Lopesa.